# ملحفة شاوية
الملحفة الشاوية (بالشاوية: هيملحفث ، ⵀⵉⵎⵍⵃⴰⴼⵜ) هو لباس تقليدي ترتديه النساء في منطقة الأوراس شرق الجزائر. لونه الأصلي الأسود والأصفر، يتشكل أحيانا من قطعة واحدة تخاط عند الصدر لتترك جزءا معينا من القماش متساقطا مداه من اسفل الرقبة وصولا إلى تغطية البطن (عند الحزام).

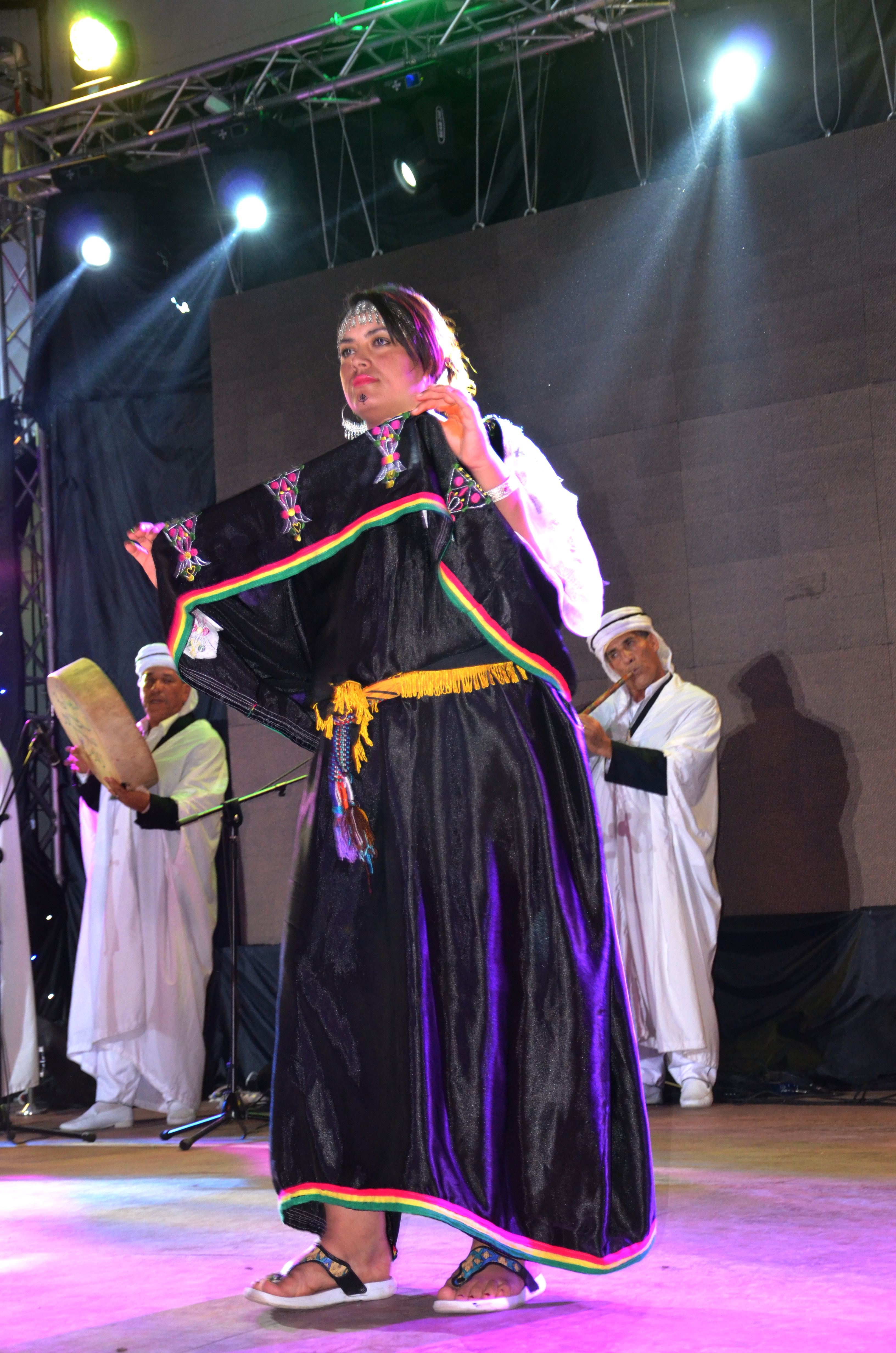
الحلف في مهراجان بلعباس 2014

## وصف
تعد الملحفة الشاوية اللباس التقليدي الأول الذي يميز المرأة الأوراسية، ويتكون من لحاف عريض متموج(1) يكسو جسد المرأة، يحمل نقوشًا ورموزًا أمازيغية. وتُلبس الملحفة مع الحلي الفضي ، التي تزيّن بنت الأوراس من رأسها إلى قدميها. الملحفة الشاوية لا تستغني عن إكسسواراتها الفضية الخاصة التي كانت المرأة الشاوية تتزين بها قديما متمثلة في “الاق” وهو عقد وإقران الذي يشد به اللحاف، الجبين، البزيم، المدور، الخلخال، الرديف، الحزام والمقياس، وتشكل مجتمعة أهم الإكسسوارات التي تتزين بها المرأة الشاوية التي تلبس الملحفة الشاوية”. ما يجعل الملحفة الشاوية منفردة عن غيره كونها تصنع من قماش خفيف تلبسه المرأة يوميا، وكانت قديما تميل إلى التنويع في الألوان لتبرز جمالها، وعموما كان اللباس المحبب عند المرأة الشاوية هو اللون الأسود حيث يفصل، ويطرز ويزين بالفضة ويشترط أن يكون به أربع أمتار ونصف، وعند التفصيل ينبغي أن تكون بها أكمام، وتتكون عموما من اللحاف الداخلي أو ما يسمى “بالدخيلة” والخارجي، ومن مميزاتها كونها تخاط من جهة وتظل مفتوحة من الجهة الأخرى.
لا تستغني العروس الشاوية عن اللحاف، ولعل ما يجعلها مميزة عن غيرها هو ارتداؤها للحاف مرفقا بالفضة المزينة بالأحجار الخضراء والحمراء، حيث كانت المرأة تميل إلى لبس اللحاف الأسود عمدا لتظهر عليه الفضة البيضاء الناصعة التي تزيد من جمال الشاوية. تقول الحرفية كلثوم وتضيف: «كانت الملحفة الشاوية في الماضي تنسج بواسطة خيط رفيع، ولأن المرأة قديما لم تكن تملك أدوات الخياطة، كانت تقوم بربط اللحاف على الأكتاف بنوى التمر ويكون حزامها الحزام مصنوعا من الصوف الذي تعد به الزربية النموشية الذي تشتهر به منطقتنا»”.
يرافق اللحاف الشاوي قطعة قماش تسمى ب “الشليقة”، وتسمى باللهجة الشاوية “ابخنوق” يصنع من الصوف، يوضع على الأكتاف بفصل الشتاء ليؤمن الدفئ للمرأة، وفي فصل الصيف يوضع على الرأس ليحميها من حر الصيف.
وقد تأتي الملحفة على ألوان مختلفة، وما يزيدها جمالا و رونقا، هو تزيين المرأة بالحلي الفضي التلي منها الخلال، وهو أكسسوار فضي يمسك بها طرفي الملحفة بين الكتف وأعلى الصدر، وما يميزها هي أشكالها وألوانها.
يذكر كذلك أن منطقة الأوراس أو ”بلاد الشاوية” وما جاورها تتميز بمختلف العادات والتقاليد، منها مثلا ذهاب دار العروس إلى دار العريس يوم الأربعاء، ويحضرون معهم صينية من القشقشة (وهي مجموعة من الحلوى والتمر والمكسرات منها الجوز، اللوز، والفول السوداني..)، ويضعون فوق رأس العروس شاشا، ثم تأخذ واحدة من أهل العريس الصينية وتضعها فوق شاش العروس، في حين حبات الحلوى التي تسقط هي عدد الأولاد التي سترزق بهم في المستقبل. وهناك من يعتبرها مجرد خرافات وطقوسا تؤمن بها العجائز، بينما يرى البعض الأخر أنها في غاية المتعة والروعة.

## إدراج الملحفة في اليونسكو
تقدمت الجزائر رسميا بطلب تصنيف الملحفة الشاوية ضمن قائمة اليونسكو للتراث العالمي في أبريل 2023 حسب بيان لوزارة الثقافة فإنه تم تقديم طلب إدراج ملف بعنوان “الزي النسوي الاحتفالي للشرق الجزائري الكبير: معارف ومهارات متعلقة بخياطة وصناعة حلي التزين: القندورة والملحفة” في القائمة التمثيلية للتراث الثقافي غير المادي للبشرية
في 04 ديسمبر2024 تم قبول الملف وادراج الملحفة كتراث ثقافي غير مادي الى جانب القندورة

## تاريخ
تعود أصول اللباس الشاوي إلى ما قبل ثلاثة آلاف عام، وتحديدًا خلال الفترة الإغريقية الرومانية.

## الهوامش
- 1: حيث كان اللون الأسود هو الطاغي لكن مع التجديد ظهرت ألوان أخرى.[11]